# Isurus
Isurus es un género de elasmobranquios lamniformes de la familia Lamnidae, conocidos vulgarmente como  marrajos o makos. Miden entre 4 y 4,5 m de longitud los mayores ejemplares, pudiendo alcanzar 750 kg de peso.

## Conductas
Es un género poco estudiado. No poseen membrana nictitante en el ojo, para proteger sus ojos de daños mientras atacan a sus presas les dan la vuelta hacia atrás. 

## Especies
Este género contiene dos especies:
- Isurus oxyrinchus Rafinesque, 1810 - tiburón mako o marrajo de aleta corta; vive en océanos templados y tropicales de todo el mundo.[4]

- Isurus paucus Guitart Manday, 1966 - tiburón mako o marrajo de aleta larga, marrajo negro o marrajo carite; vive en la corriente del Golfo o aguas no costeras más tibias.[5]